# Люди мого аулу
«Люди мого аулу» — радянський трисерійний телефільм 1983 року, знятий режисером Ходжадурди Нарлієвим на кіностудії «Туркменфільм».

## Сюжет
Телефільм за романом Я. Мамадієва «Рідна земля».

## У ролях
- Керім Аннанов — Керім
- Мая Сатимова — Зіба
- Артик Джаллиєв — Атаніяз-бай
- Гельди Сейдієв — Ніязкулі
- Аман Одаєв — Карабай
- Нурберди Аллабердиєв — Бахрам
- Ходжадурди Нарлієв — Батир
- Інара Гулієва — Халтач
- Любов Германова — Наталка
- Віталій Медведєв — Юрін
- Чари Ходжанов — Нурлі
- Сарри Карриєв — Баба-ага
- Огульджан Мамікова — Огулхан
- Аннагуль Аннакулієва — Герек
- Огультач Ханниєва — Айсолтан
- Д. Ораздурдиєва — блаженна
- Антоніна Рустамова — Гозель
- Бюль-Бюль Мамедов — Чари
- Ходжаберди Нарлієв — Мердан
- Язгельди Сеїдов — Еміров
- Віктор Лазарев — Макаров
- Меред Атаханов — епізод
- Піркулі Атаєв — епізод
- Артик Атаджанов — епізод
- Бяшим Атаханов — епізод
- Ата Бяшимов — епізод
- Ата Довлетов — епізод
- Курбан Кельджаєв — Карагач
- Мерген Ніязов — епізод
- Чари Мередов — епізод
- Ораз Мередов — епізод
- Вапа Мухамедов — епізод
- Н. Тевзадзе — епізод
- Сапар Одаєв — чабан
- Айдогди Оразов — епізод
- Байрам Чариєв — епізод
- Галіб Ісламов — епізод
- Мелік Кепбанов — епізод

## Знімальна група
- Режисер — Ходжадурди Нарлієв
- Сценаристи — Майя Аймедова, Ходжакулі Нарлієв
- Оператор — Якуб Муратназаров
- Композитор — Реджеп Реджепов
- Художники — Селім Амангельдиєв, Роза Кулієва